# Beatrice dei Paesi Bassi
Beatrice dei Paesi Bassi (nome completo in olandese Beatrix Wilhelmina Armgard van Oranje-Nassau; Baarn, 31 gennaio 1938) è stata regina dei Paesi Bassi dal 30 aprile 1980 al 30 aprile 2013, quando abdicò in favore del figlio Guglielmo Alessandro.

## Biografia

### Nascita e battesimo

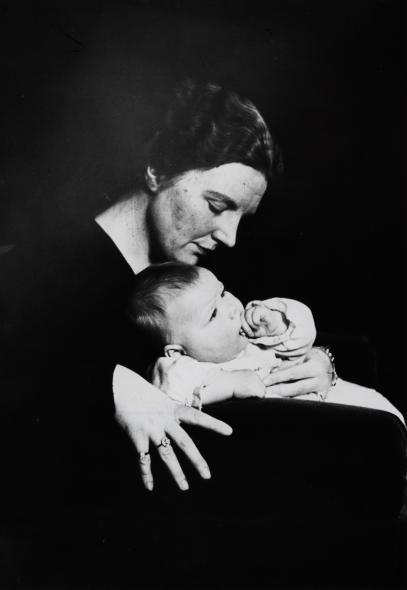
Beatrice e sua madre Giuliana nel 1938

Beatrice è la figlia maggiore della regina Giuliana dei Paesi Bassi e del principe Bernardo dei Paesi Bassi, principe di Lippe-Biesterfeld. Le sue sorelle minori sono le principesse Irene, Margherita e Cristina di Orange-Nassau. I suoi nonni materni erano il duca Enrico di Meclemburgo-Schwerin e la regina Guglielmina dei Paesi Bassi; quelli paterni il principe Bernardo di Lippe-Biesterfeld e la baronessa Armgard di Sierstorpff-Cramm.
A metà giugno 1937, durante un breve discorso radiofonico dal Palazzo Soestdijk a Baarn, l'allora principessa Giuliana rese pubblica la sua prima gravidanza. Dopo un ricevimento festivo ad Amsterdam, la principessa ereditaria, ringraziando i cittadini di Amsterdam, affermò: "Non avrei mai potuto impedirmi di occuparmi di tutte le parti del programma, non sarebbe stato - di per sé piacevole - per motivi di salute, che certamente volete capire e giustificare".
La gravidanza andò bene, ma non senza preoccupazioni. Alla fine di novembre 1937, suo padre Bernhard rimase coinvolto in un incidente stradale riportando una frattura alla base del cranio e una forte commozione cerebrale. Anche la principessa Giuliana venne trasferita nell'ospedale per stare accanto al marito. Poco dopo Capodanno, i futuri genitori poterono tornare a casa.
Lunedì mattina alle ore 9:47 del 31 gennaio 1938, Beatrice vide la luce al Palazzo di Soestdijk. Il giorno seguente, il padre annunciò la nuova nascita a Palazzo Soestdijk, alla presenza del primo ministro Hendrikus Colijn.
In questa occasione furono annunciati i nomi della principessa:
- Beatrice (ovvero "colei che rende felici").
- Guglielmina, in onore della regina Guglielmina, sua nonna materna.
- Armgard, in onore della principessa Armgard, sua nonna paterna.

Il suo nominativo ufficiale è Beatrice. Il principe Bernhard rivelò che l'accento avrebbe dovuto essere in realtà sulla a, ma che aveva deciso di mettere l'accento sulla e, in linea con l'usanza. In famiglia viene chiamata Trix.
Il battesimo ebbe luogo il 12 maggio 1938 nella Chiesa Grande a L'Aia. La bambina indossava un abito da battesimo del 1880, con il quale sua nonna e sua madre erano state precedentemente battezzate. Il servizio era guidato dal reverendo EH Blaauwendraad. L'ex cappellano di corte il reverendo WL Welter battezzò la principessa. Il tutto fu trasmesso in diretta alla radio. I suoi padrini erano: il re Leopoldo III del Belgio, la principessa britannica Alice di Albany (nipote della regina Guglielmina), la principessa Elisabetta di Erbach-Schönberg (una zia della regina Guglielmina), la contessa Allene Kotzebue (una stretta amica della madre del principe Bernhard) e il duca Adolfo di Meclemburgo (zio della principessa Giuliana).
Beatrice essendo discendente di Sofia del Palatinato fa parte della linea di successione al trono britannico e a causa del Sophia Naturalization Act del 1705 ella stessa è cittadina britannica, oltre che nederlandese. Questa legge non è più in vigore dal 1948 ma si applica ancora a Beatrice perché nata prima della sua abrogazione. Ad ogni modo Beatrice non ha mai esercitato i suoi diritti di cittadina britannica per cui non ha un passaporto.

### La guerra

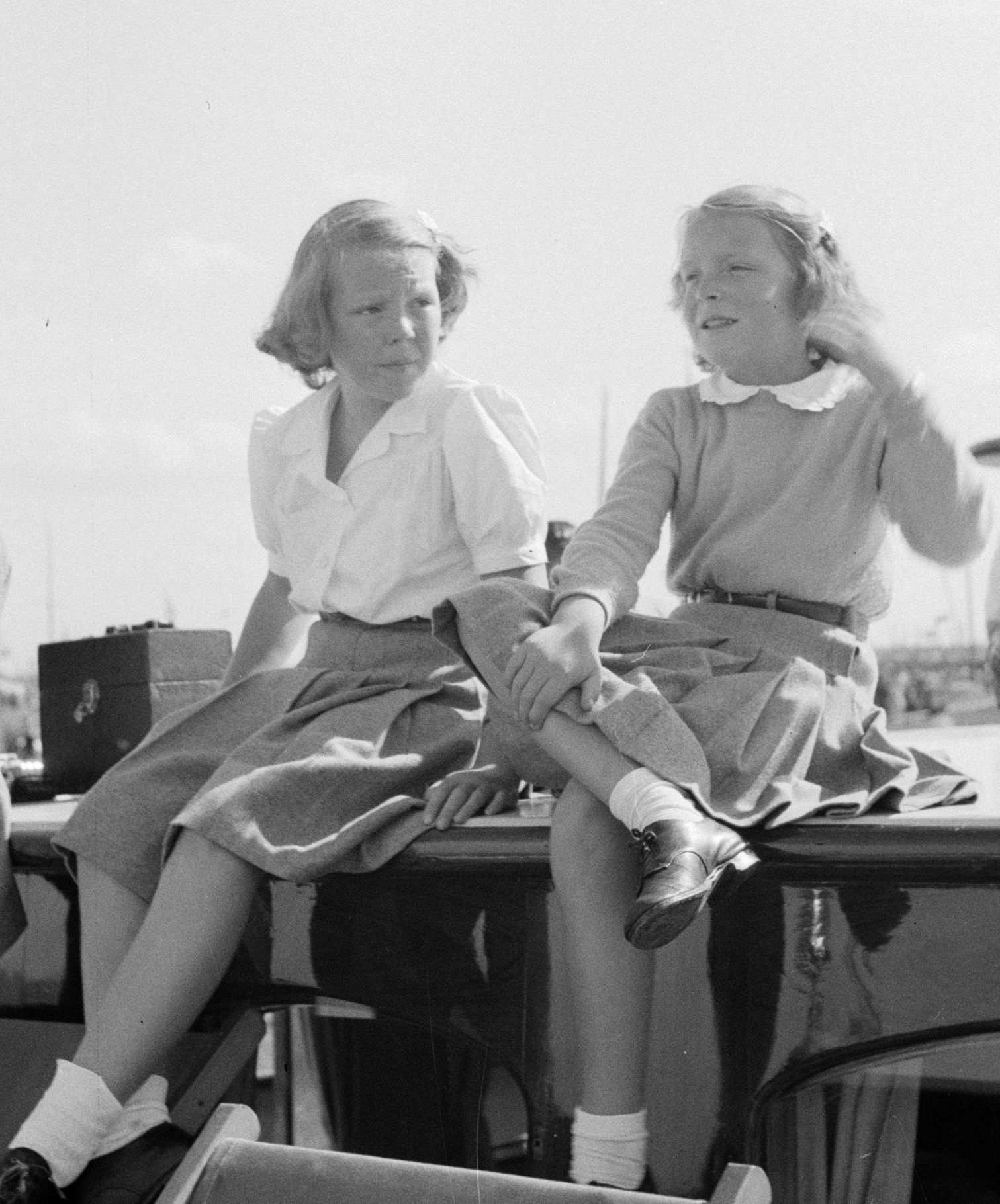
Beatrice e sua sorella Irene nel 1946, in ritorno dal Canada

Il 10 maggio 1940, due anni e mezzo dopo la sua nascita, i tedeschi invasero i Paesi Bassi coinvolgendo il Paese nella seconda guerra mondiale. Con sua nonna, la regina Guglielmina, i suoi genitori e sua sorella Irene, Beatrice fuggì nel Regno Unito. A giugno viaggiò con sua madre e sua sorella Irene in Canada mentre sua nonna e suo padre rimasero a Londra. La famiglia viveva presso la residenza di Stornoway (ora residenza del leader dell'opposizione nel Parlamento del Canada). Con guardie del corpo e dame in attesa, la famiglia passò l'estate al Bigwin Inn sul Lago di Bays, in Ontario dove quattro cottage privati in pietra della residenza fungevano da rifugio. La principessa Giuliana e la sua famiglia vennero ricordati per la loro cordialità e per il loro essere con i piedi per terra, la gratitudine generale e il grande rispetto per la loro patria e il loro popolo, a cui resero omaggio astenendosi da tutti i lussi offerti agli ospiti dalla residenza che un tempo era considerata la più grande e lussuosa del Canada. Al fine di fornire loro un maggiore senso di sicurezza, gli chef e il personale culinario si occuparono personalmente degli ordini personali all'ora dei pasti. Alla loro partenza, i musicisti dell'hotel della Bigwin Inn Orchestra si riunirono al porto. Negli anni successivi alla chiusura e all'abbandono della residenza dell'isola, i cottage "Juliana" sono stati ben mantenuti e conservati in un tributo informale alla principessa Giuliana e alla sua famiglia. In ringraziamento per la protezione di lei e delle sue figlie, la principessa Giuliana stabilì l'usanza della consegna al governo canadese ogni primavera dei tulipani, che sono il fulcro della Festa dei Tulipani Canadese.
La seconda sorella di Beatrice, la principessa Margherita, nacque a Ottawa nel 1943. Durante il loro esilio in Canada, Beatrice frequentò l'asilo Rockcliffe Park Public School, una scuola elementare dove era conosciuta come "Trixie Orange".
Il 5 maggio 1945 le truppe tedesche nei Paesi Bassi si arresero. La famiglia tornò nei Paesi Bassi il 2 agosto 1945 prendendo nuovamente residenza nel palazzo Palazzo Soestdijk a Baarn.

### Istruzione

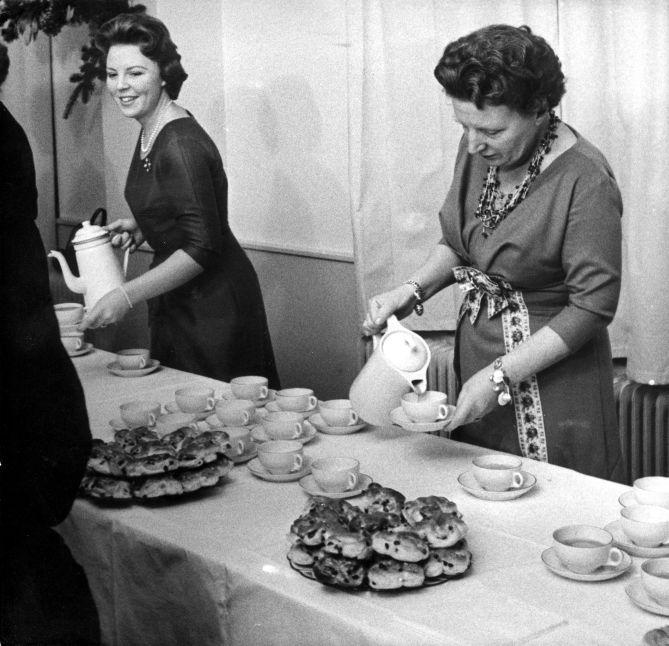
La principessa Beatrice e sua madre Giuliana a Natale del 1960

Beatrice è stata una scout proprio come le sue sorelle. Inizialmente era una coccinella ma poi divenne un'esploratrice di mare. Alla fine degli anni '40, frequentò la Werkplaats Kindergemeenschap, una scuola elementare piuttosto progressista gestita dal pedagogo Kees Boeke a Bilthoven. Il curriculum si rivelò infruttuoso per lei e le sue sorelle. Un test commissionato dai suoi genitori mostrò che Beatrice e Irene erano rimaste indietro nelle loro conoscenze e nell'aprile 1951 fu creata una classe privata per loro nel Palazzo Soestdijk, a cui furono integrati bambini selezionati. In seguito per ordine di suo padre, frequentò lo Het Baarnsch Lyceum.
In occasione del suo diciottesimo compleanno, le fu regalato lo yacht in acciaio De Groene Draeck, che venne varato solo un anno dopo. La famiglia reale naviga ancora con esso. Il 7 febbraio 1956 Beatrice divenne membro del Consiglio di Stato, il più alto organo consultivo del governo e iniziò ad avere le sue prime prerogative. Nel giugno dello stesso anno ottenne il diploma. Come regalo di laurea ricevette dal padre una Fiat 1400. Il 25 marzo 1956 fece una pubblica confessione di fede nella Nieuwezijds Kapel ad Amsterdam con il Reverendo Kater.
Beatrice poi partì per Leida, dove visse al Rapenburg e studiò all'Università di Leida. Come sua madre, divenne membro dell'Associazione per le studentesse di Leida. Beatrice durante i suoi studi chiese ai suoi compagni di studio di non rivolgersi a lei con l'appellativo di Altezza Reale. La sua formazione si è concentrata sul suo futuro lavoro come capo di Stato. Nei primi anni frequentò lezioni di sociologia teorica e applicata, economia, storia parlamentare, scienze giuridiche e diritto costituzionale. Successivamente seguì studi di diritto europeo e internazionale, storia dello Statuto del Regno dei Paesi Bassi, politica internazionale e cultura del Suriname e delle Antille Olandesi.
Durante i suoi studi, la principessa visitò diverse organizzazioni europee e internazionali a Strasburgo, Ginevra, Bruxelles e Parigi. Conseguì la laurea in legge nell'estate del 1959. Quell'anno acquistò il castello di Drakensteyn nei boschi di Lage Vuursche, dove andò a vivere nel 1963. Il 7 luglio 1961 conseguì la laurea magistrale in giurisprudenza.
Sempre nel 1961, Beatrice fu l'iniziatrice e poi presidente di un gruppo di lavoro europeo che invitava i giovani europei a lavorare per un'Europa unita. Negli anni che seguirono, assunse numerosi obblighi di rappresentanza e intraprese numerosi viaggi, tra cui nelle Antille olandesi e in Suriname.

### L'indignazione per "La mia gente"

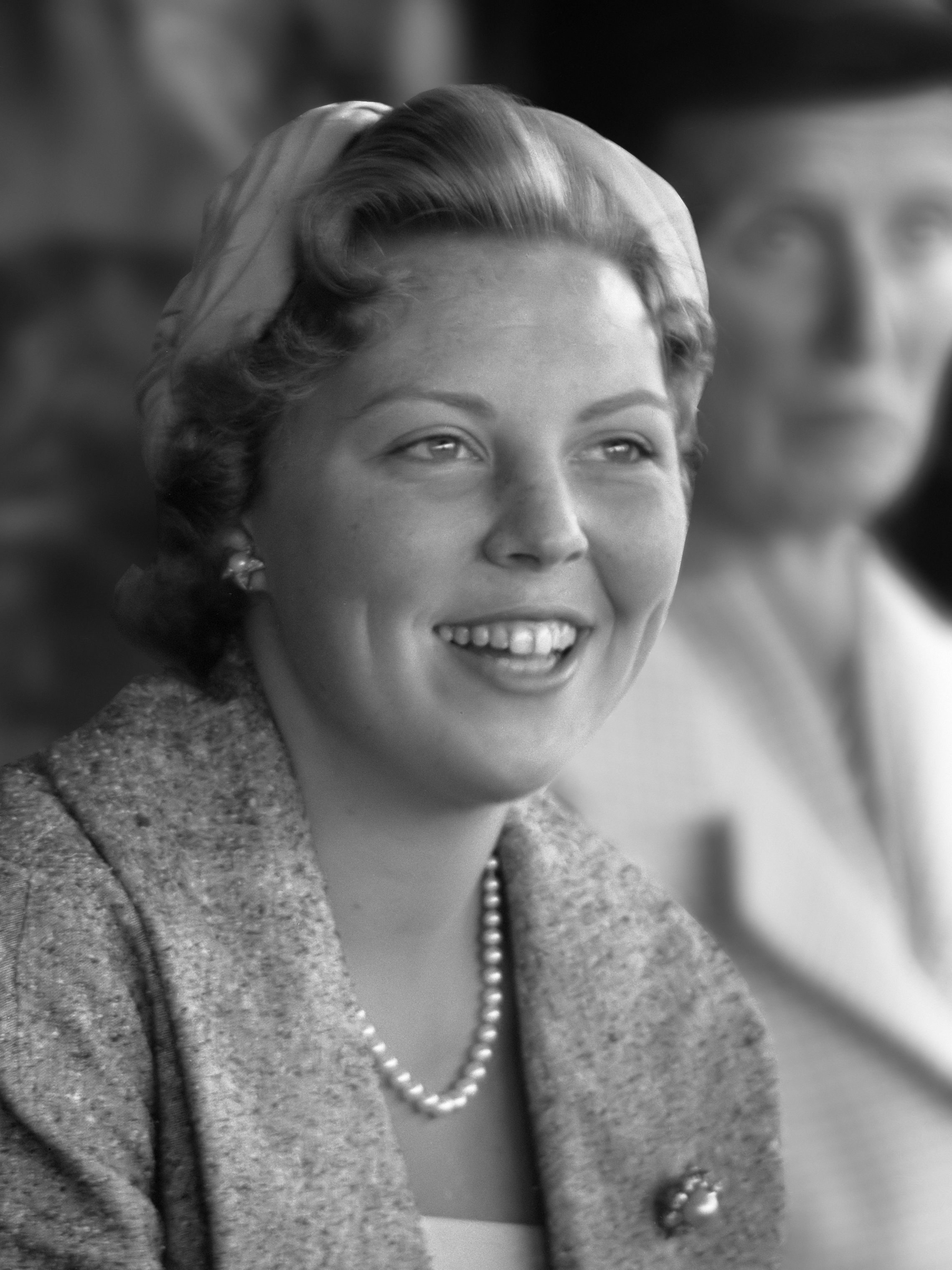
La principessa Beatrice di ritorno dal suo viaggio negli Stati Uniti d'America nel 1959

Beatrice visitò gli Stati Uniti d'America nel 1959. Venne accolta a New York l'11 settembre con una parata di nastri e a Washington venne ricevuta alla Casa Bianca dal presidente Dwight D. Eisenhower e da sua moglie.
Prima della sua visita venne intervistata da diversi giornalisti americani. Riferì che preferiva sposare qualcuno di sangue reale raccontando di una gita in barca di tre anni prima su invito degli allora monarchi greci, affermando semplicemente di essere stata circondata "da famiglie tutte nell'Almanacco di Gotha". Continuò anche con: "Mi è piaciuto enormemente quel viaggio, perché sentivo di essere tra la mia gente e di poter essere me stessa", oppure: "Mi è piaciuto immensamente quel viaggio, perché mi sentivo come se fossi con il mio tipo di persone e di poter essere me stessa". L'affermazione "il mio genere di persone" provocò una tempesta di indignazione nel regno. La principessa incolpò la costernazione di un malinteso sull'intonazione e di una traduzione sbagliata. Secondo lei, per "la mia gente" intendeva "una cerchia familiare privata, un ambiente privato, una cerchia di colleghi" e l'affermazione non intendeva "esprimere una certa posizione".
Solo quattro anni dopo ritornò in America. Poi lei e suo padre rappresentarono il regno al funerale del presidente John Fitzgerald Kennedy.

### Fidanzamento e matrimonio

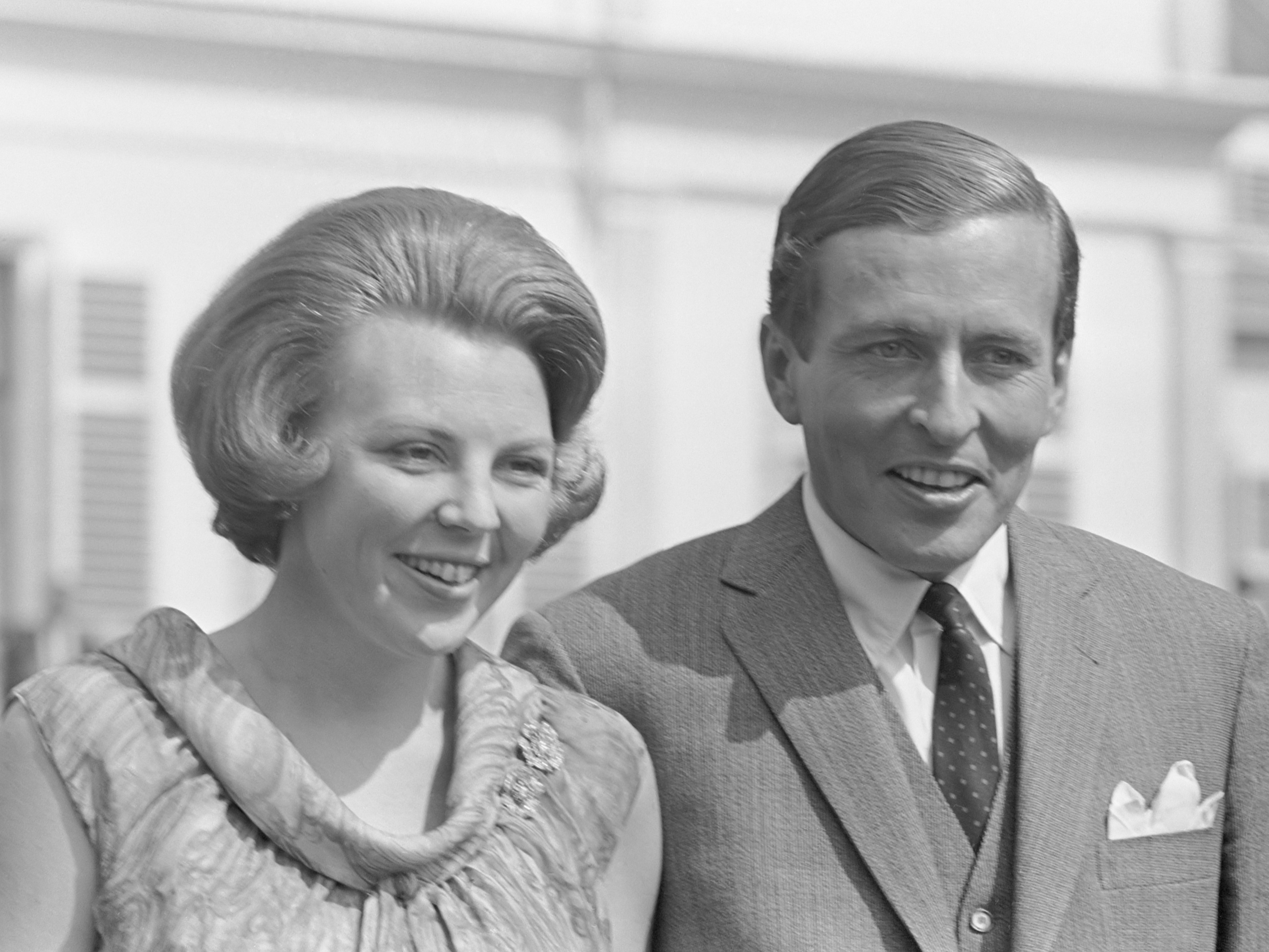
La principessa Beatrice e Claus von Amsberg nel giardino del palazzo Soestdijk il 28 giugno 1965, giorno del loro fidanzamento

Sabato 1º maggio 1965 alle nove del mattino, Beatrice fu fotografata nel castello di Drakensteyn mano nella mano con un uomo, sconosciuto ai media olandesi, che si rivelò essere un diplomatico tedesco di origini nobili, Claus von Amsberg. Le foto furono scattate dal fotografo freelance John de Rooy. Furono pubblicate per la prima volta il 6 maggio dal quotidiano britannico Daily Express, seguito dal quotidiano nederlandese De Telegraaf.

I problemi per la coppia iniziarono quando si scoprì che Claus era stato un membro della Gioventù Hitleriana e della Wehrmacht e quindi era facilmente associato al nazismo tedesco. Nei Paesi Bassi un membro della famiglia reale deve avere il consenso del Parlamento per sposarsi. Fu per questo che venne creato un comitato guidato dallo storico Loe de Jong dell'allora Netherlands Institute for War Documentation che studiò il comportamento di Claus durante la guerra. I risultati furono valutati come non rilevanti e il Parlamento, anche per la minaccia della principessa di rinunciare al trono, diede il consenso al matrimonio.

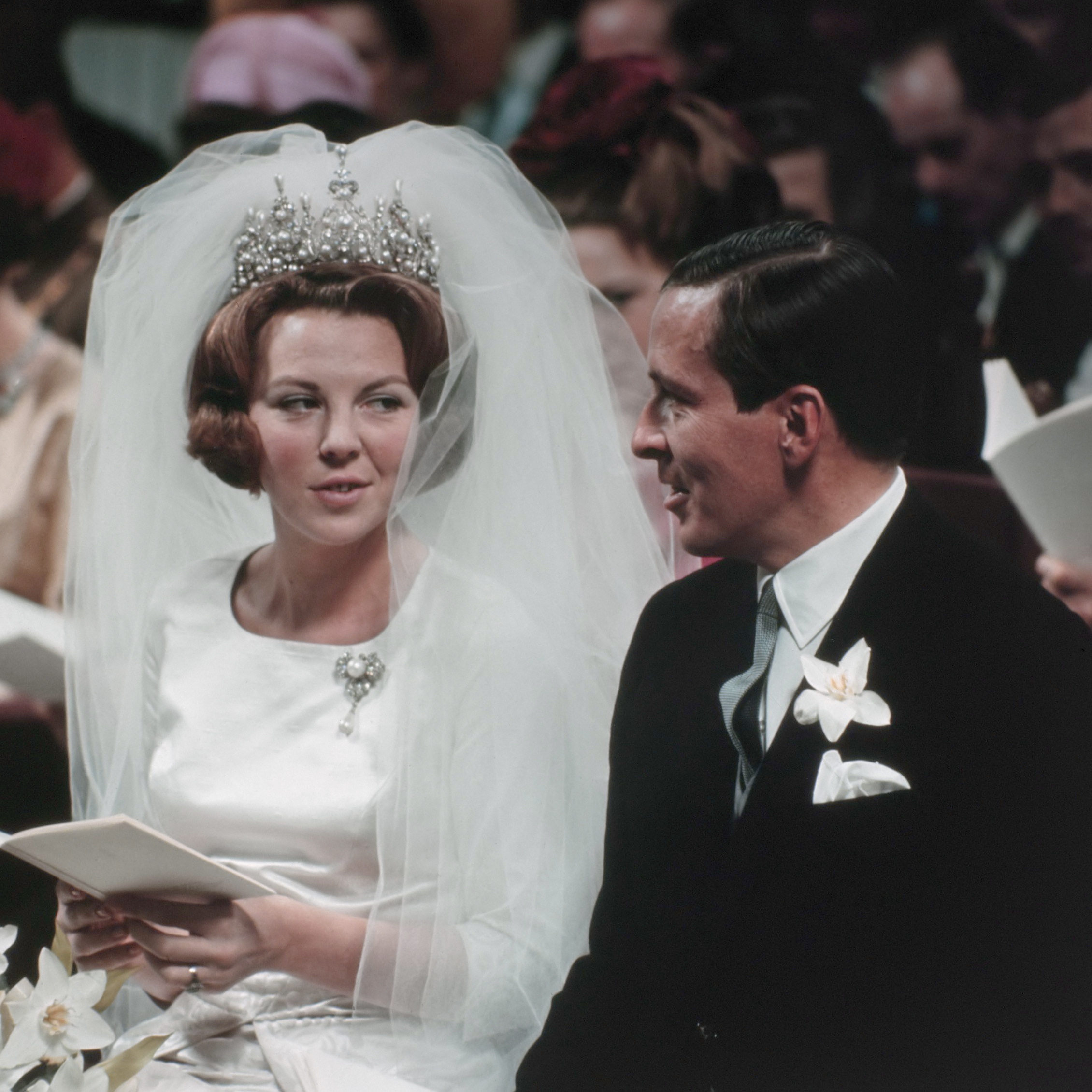
Il matrimonio della principessa Beatrice con Claus von Amsberg

Il 28 giugno 1965 la regina Giuliana annunciò il fidanzamento della figlia con il diplomatico.
In seguito si scoprì che Beatrice e Claus si erano incontrati per la prima volta a Capodanno del 1962 a una festa a Bad Driburg. Un anno e mezzo dopo, i due si incontrarono al matrimonio della principessa Tatjana zu Sayn-Wittgenstein e di Maurits Prinz von Hessen. I giornalisti olandesi spiarono Beatrice e Claus durante una vacanza invernale, ma poiché si pensava che Claus avesse una funzione sociale troppo bassa per un aspirante principe consorte, la sua presenza non venne presa sul serio.
La società nederlandese rimase divisa sul matrimonio con un tedesco, relativamente poco tempo dopo la seconda guerra mondiale. Quando si seppe che il matrimonio si sarebbe svolto ad Amsterdam, le tre organizzazioni ecclesiastiche ebraiche nei Paesi Bassi considerarono questo un insulto agli ebrei olandesi che erano stati deportati principalmente da Amsterdam nei campi di concentramento tedeschi durante la guerra. Prima, durante e dopo il matrimonio ci furono molte proteste anche violente, in cui si scandivano slogan come "Claus 'raus! " (Claus via!) e "Mijn fiets terug " (Restituisci la mia bicicletta), un riferimento ai soldati tedeschi che confiscarono le biciclette nederlandesi durante la seconda guerra mondiale.
Per evitare le polemiche, Beatrice e Claus preferivano che la loro cerimonia di matrimonio si svolgesse a Baarn, ma il governo non volle accettare e ordinò che il matrimonio si tenesse ad Amsterdam.
Il 10 marzo 1966 il matrimonio civile fu celebrato nel municipio di Amsterdam dal sindaco Gijs van Hall. Lo stesso giorno il matrimonio fu consacrato nella Chiesa Occidentale. I testimoni di nozze per la principessa Beatrice furono le sue amiche Renée Röell e la principessa Alexandra del Kent, lo zio Aschwin zur Lippe-Biesterfeld e l'ex politico Willem Drees. Alla funzione religiosa rifiutarono di partecipare i rappresentanti delle tre confessioni ebraiche.
Durante il corteo degli sposi un gruppo del movimento controculturale Provo lanciò una bomba fumogena contro la Carrozza d'oro reale, provocando una battaglia di strada con la polizia. Ci furono anche proteste contro le cattive condizioni abitative nei Paesi Bassi e contro la monarchia in generale, usando lo slogan " Geen woning, geen Kroning " (Nessuna casa, nessuna incoronazione).
Col passare del tempo, però, Claus diventò uno dei membri più popolari della Casa d'Orange-Nassau, e la sua morte nel 2002 destò molta commozione.

### Erede al trono

La regina Beatrice, il principe Claus van Amsberg e il loro primogenito Guglielmo Alessandro nella residenza di famiglia a Monte Argentario nel 1968.

Dagli anni '70, Beatrice iniziò a prepararsi più intensamente per la sua futura posizione di capo di Stato. Con il principe Claus fece molti viaggi all'estero, tra cui uno molto controverso in Unione Sovietica.
Dopo il coinvolgimento di suo padre nello scandalo Lockheed, venne chiesto ai consiglieri di prepararsi per la sua ascesa al trono. Il 31 gennaio 1980 la regina Giuliana annunciò durante un discorso televisivo in diretta che desiderava abdicare il 30 aprile in favore di sua figlia Beatrice.
Alla nascita di Beatrice, il fatto che potesse succedere a sua madre come regina non era evidente. A quel tempo, era stabilito che il maggiore dei figli maschi avesse la priorità su una figlia, anche se questa era la primogenita. Solo quando Giuliana non fu più biologicamente in grado di avere figli, Beatrice fu certa di essere il successore designato. Nel 1983 la Costituzione venne poi modificata in modo tale che il primogenito, sia maschio sia femmina, del capo dello Stato diventi l'erede legale al trono. 

### Regno
La mattina del 30 aprile 1980, alle 10:06, la regina Giuliana firmò l'atto di abdicazione nel Palazzo reale di Amsterdam e Beatrice divenne formalmente regina. Nel pomeriggio alla Chiesa Nuova, durante una solenne sessione degli Stati Generali e alla presenza dei rappresentanti delle case reali europee, prestò giuramento e divenne Regina dei Paesi Bassi.
Al momento dell'investitura, ad Amsterdam era attivo un grande movimento di occupanti abusivi di appartamenti  («krakers», in Olandese)  che aveva proclamato il giorno dell'investitura come giorno di azione, al motto: «Geen wóning...  Geen króning !»  (= «Niente case...  Niente incoronazione !»)
La festosa investitura di Beatrice fu quindi oscurata dalla rivolta nel centro di Amsterdam; gli squatters e l'Unità Mobile della polizia combatterono delle vere e proprie battaglie. La polizia lottò per impedire ai krakers di avanzare verso Piazza Dam, visto che volevano interrompere la cerimonia alla Chiesa Nuova. Il giorno dopo la sua investitura, tra le sue prime apparizioni pubbliche come regina, Beatrice visitò gli agenti della polizia antisommossa, feriti in ospedale, .

A differenza di sua madre, che veniva spesso chiamata "Signora", Beatrice desiderava essere sempre chiamata "Maestà". Il compleanno di sua madre venne celebrato come il giorno della regina  («Koninginne Dag», festivo in Olanda) ma la sfilata dei fiori venne abolita.  Beatrice abolì anche l'usanza di sua madre di versare al personale di palazzo una tazza di cioccolata calda, poco prima di Natale. Smise anche di servire i ministri in visita con una tazza di tè, come aveva fatto sua madre, e lasciò questo compito ad un lacchè.

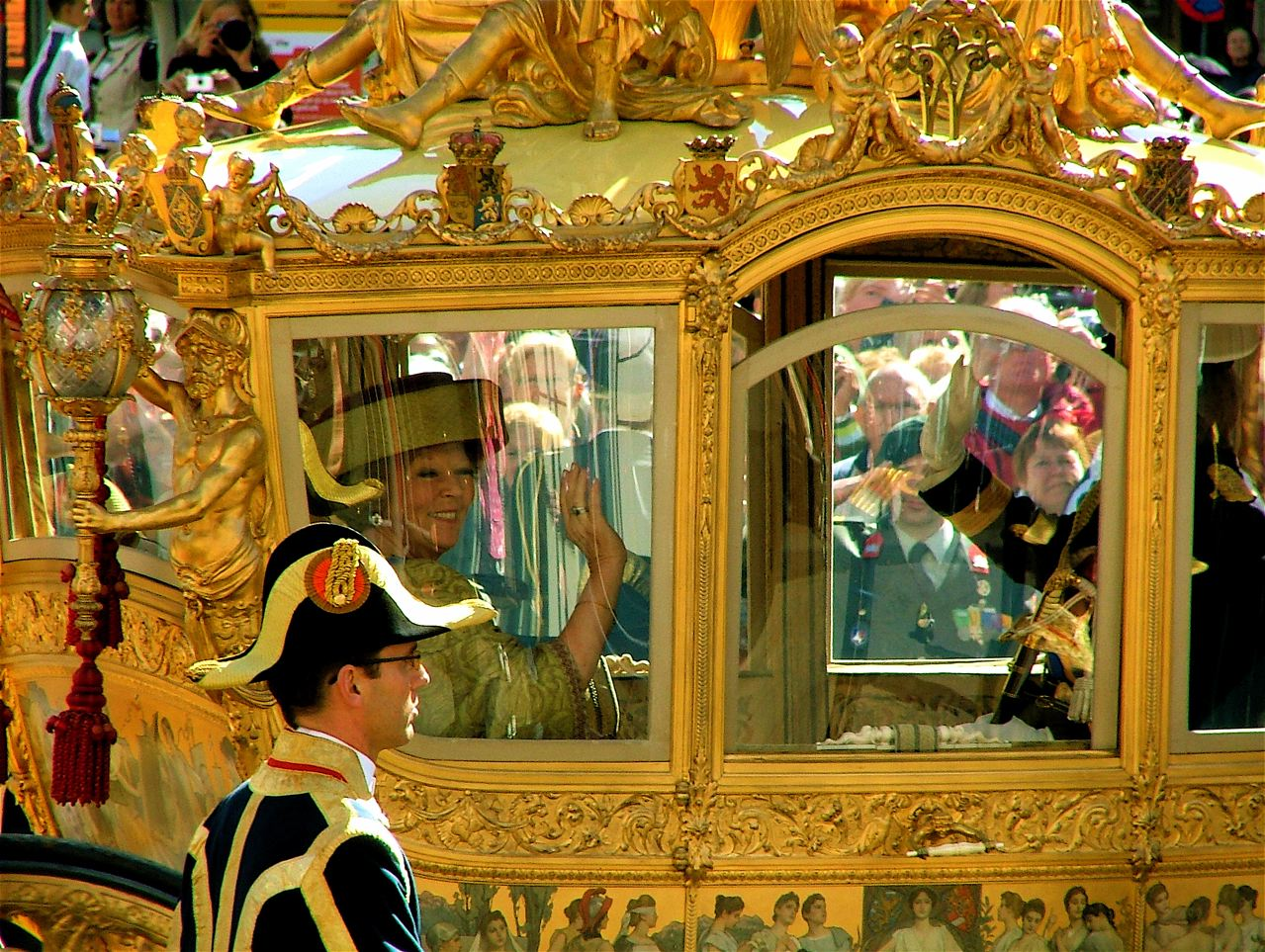
La regina Beatrice

Si eseguirono i piani per la riorganizzazione della corte olandese A capo c'è ora un gran maestro, al quale i capi servizio dovranno rendere conto. Nel 1981 Beatrice si trasferì con la sua famiglia all'Aia. Il palazzo Huis ten Bosch divenne il palazzo residenziale; invece il palazzo Noordeinde, nel centro dell'Aia vicino al Binnenhof, sarebbe divenuto il palazzo in cui la regina avrebbe lavorato.
Seguirono le prime visite di Stato. Prima in Lussemburgo e poi nei paesi vicini del Belgio, della Germania occidentale e del Regno Unito. Durante la sua visita di stato negli Stati Uniti il 22 aprile 1982, si rivolse all'intero Congresso degli Stati Uniti.
In occasione del suo cinquantesimo compleanno nel 1988, il 29 aprile andò in onda un ritratto televisivo in cui, oltre a Beatrice, parlarono anche il principe Claus e i suoi tre figli. Hella Haasse, scrittrice, la intervistò in televisione. Alla specifica domanda, Beatrice rispose che non leggeva letteratura perché non aveva tempo, a causa dello studio dei numerosi documenti ufficiali.
Il giorno dopo, giorno della regina, Beatrice fece una visita a sorpresa ad Amsterdam e visitò il mercato. Durante la visita,  Beatrice fu baciata da un passante, in seguito identificato come Maarten Rijkers, mentre camminava tra la folla di persone nel mercato delle pulci nel Jordaan. Mentre Beatrice camminava vicino al signor Rijkers, questi le disse "Dammi un bacio, ragazza", dopo di che l'abbracciò e le diede due baci. Questo episodio ricevette un'ampia attenzione da parte dei media e sembrava essere un momento storico. Un'immagine di questa scena comparve sulla prima pagina di De Telegraaf. 25 anni dopo, nel 2013, NRC Handelsblad ha scritto un articolo su di esso e sul suo impatto.
La reazione della regina venne considerata molto positiva e la aiutò a guadagnare consensi nel quartiere Jordaan di Amsterdam. La visita era stata presentata come una "visita spontanea" per aumentare la sua popolarità, piuttosto bassa nel Jordaan. Lo storico e osservatore della famiglia reale olandese, J.G. Kikkert, in una conferenza affermò che il bacio fu in realtà una messinscena, descritta sotto fonti "di solito molto affidabili". Sebbene la visita e il bacio possano non essere stati un'idea di Beatrice, certamente la Regina lo avrebbe approvato, nota per non lasciare spazio al caso. Come dono della nazione a Beatrice venne presentato il documentario televisivo The Wording, realizzato da Cherry Duyns, e trasmesso per la prima volta il 30 aprile 1988.
I suoi discorsi di Natale avevano un tocco personale. Dal 2000 sono stati trasmessi in televisione. Il suo discorso del 1988 rimase storico. Nel discorso reale di quell'anno, il primo ministro Ruud Lubbers le fece dire che i Paesi Bassidimostrarono una pulizia maggiore, soprattutto nell'acqua e nell'aria. A Natale di quell'anno, invece, la sovrana disse l'esatto contrario: "Il nostro mondo soffre per l'inquinamento e l'avvelenamento dell'aria, del suolo e dell'acqua. Lentamente la terra sta morendo".
Per il suo impegno per l'unità dell'Europa è stata insignita il 16 maggio 1996 del prestigioso Premio Internazionale Carlo Magno dalla città tedesca di Aquisgrana.
Beatrice ha un vivo interesse per l'arte. Ha assegnato dei sussidi reali per i giovani artisti ogni anno. Nel 2000 Beatrice, come curatrice ospite, ha allestito una mostra di artisti olandesi moderni allo Stedelijk Museum di Amsterdam dal titolo "The performance".
L'ex primo ministro Van Agt una volta definí cosí le sue visite ufficiali settimanali: "Sei interrogato e misurato. La regina sa tutto. Io... Stavo sudando !"
Nel 2002 Beatrice è stata attiva nel salvare la vita della nigeriana Amina Lawal, che era stata condannata a morte per causa di sesso prematrimoniale, ed era rimasta incinta. Beatrice ha invitato David Vriesendorp, l'allora direttore di Amnesty International nei Paesi Bassi, a partecipare al banchetto di Stato in occasione della visita del presidente nigeriano Olusegun Obasanjo. Dopo cena, organizzò un incontro tra i due. La sua azione ebbe successo e la condanna a morte venne revocata !
Fino al 2010, Beatrice è stata coinvolta nella formazione dei nuovi governi. Nel 2010 e nel 2011 si discusse alla Camera dei Rappresentanti la possibile introduzione di una monarchia puramente cerimoniale, anche codeste proposte non riuscirono a raggiungere la maggioranza parlamentare. Tuttavia, nel 2012, la Camera dei rappresentanti decise di modificare il proprio Regolamento. Il capo dello Stato non avrebbe più svolto alcun ruolo nella formazione del governo. In realtá, già dal 1971,

#### Visite di Stato

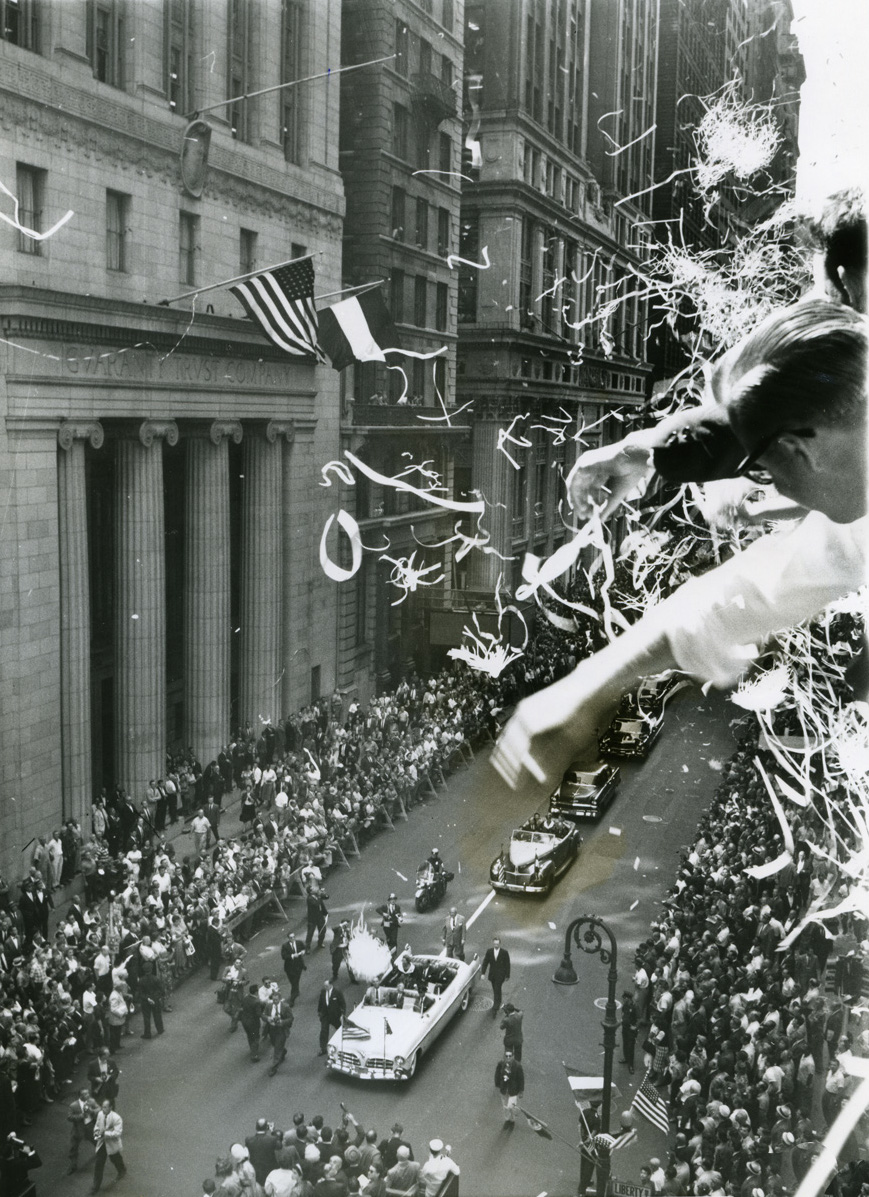
La principessa Beatrice accolta a New York nel 1959

Durante il suo regno Beatrice ha fatto 54 visite di stato. Ha annunciato la sua abdicazione tre giorni dopo il ritorno dalla sua ultima visita di stato a Singapore.
Nel 2011 la visita di Stato in Oman è stata annullata a causa di disordini locali derivanti da un appello da parte della popolazione per una maggiore democrazia in questo stato petrolifero dittatoriale. Subito dopo la cancellazione, il primo ministro Rutte ha annunciato che la regina avrebbe comunque visitato il paese, ma privatamente. Un anno dopo, la visita di stato è andata avanti e lei ha visitato l'Oman una seconda volta.

#### Dottorato honoris causa Università di Leida
L'8 febbraio 2005, Beatrice è stata insignita della laurea honoris causa dal Rettore dell'Università di Leida per il modo in cui ha sollevato l'importanza della libertà delle persone e ha parlato della responsabilità che la libertà comporta. Nel suo discorso ha indicato che le è stata data sempre più libertà al di fuori della responsabilità ministeriale.

#### Anniversari
Il 30 aprile 2005 Beatrice ha celebrato il suo 25º anniversario di regno con un incontro nella Ridderzaal dell'Aia dove, oltre alla famiglia reale e al gabinetto del governo, erano presenti quasi tutti i parlamentari e molti altri rappresentanti ufficiali del popolo nederlandese. Nel pomeriggio c'è stata la consueta celebrazione del Queen's Day, questa volta a Scheveningen, e la sera si è svolto uno spettacolo in un tendone per feste a Malieveld all'Aia, dove era presente la famiglia reale. Durante un'intervista televisiva, trasmessa alla vigilia dell'anniversario, Beatrice ha parlato di una società molto cambiata e della solitudine dei reali. Beatrice ha visitato tutte le province olandesi, le Antille olandesi e Aruba come parte del suo giubileo governativo. Sulla stampa, in occasione del giubileo del governo, Beatrice è stata generalmente elogiata per la sua regalità professionale, anche se un po' lontana. La sua ingerenza e influenza suggerite erano sfumate. Un sondaggio di opinione ha mostrato che la stragrande maggioranza del popolo olandese ha sostenuto Beatrix e la monarchia.
In occasione del suo settantesimo compleanno, il 30 gennaio 2008 è andato in onda il servizio televisivo "Tanto discusso non detto. La regina Beatrice 70 anni". Il giorno dopo si è svolta una celebrazione nel teatro Carré. Come è consuetudine in occasione di tali celebrazioni giubilari, diversi libri sulla sua vita sono stati pubblicati poco prima di questo compleanno. Ha festeggiato il suo ultimo compleanno da regina il 1 febbraio 2013 con la sua famiglia al Beatrix Theatre, dove si è esibito il gruppo di danza Introdans.

#### Incidenti
Il giorno della regina 2009, il trentottenne Karst Tates di Apeldoorn ha guidato una piccola autovettura attraverso le barriere antischiacciamento e una folla verso l'autobus scoperto a due piani che conteneva l'intera famiglia reale. Otto persone sono state uccise, compreso l'autista, e undici sono rimaste ferite. Beatrice e i suoi parenti rimasero illesi, ma interruppero immediatamente la loro visita in città. Non è mai stato stabilito un movente, né quali fossero le intenzioni esatte di Tates, ma secondo le persone che lo conoscevano avrebbe nutrito odio per la famiglia reale.
Al Prinsjesdag 2010, un uomo ha gettato un 629,5 grammi tè sulla regina. Ha dato come motivo che Beatrice era erroneamente sul trono, perché non sarebbe stata una discendente del re Guglielmo III. L'uomo è stato imprigionato per quasi due anni ed è stato infine condannato in appello il 1º febbraio 2013 a una pena detentiva incondizionata di cinque mesi. Al suo primo processo, aveva chiesto che il DNA fosse prelevato dai corpi del re Guglielmo III, della regina Guglielmina e della regina Giuliana, in modo da poter dimostrare che Beatrice non era un membro ufficiale della dinastia Orange. Il giudice ha respinto tale richiesta.

### Abdicazione
Il 28 gennaio 2013, in un discorso trasmesso dalle reti televisive olandesi, ha dichiarato la sua intenzione di abdicare in favore del figlio Guglielmo Alessandro, annunciando che avrebbe abbandonato il trono il 30 aprile 2013, giorno del 33º anniversario della sua ascesa al trono e festa nazionale della Regina (era anche il giorno di compleanno della regina Giuliana).
Come annunciato, il 30 aprile 2013 è stata formalizzata la propria abdicazione a favore del figlio Guglielmo Alessandro. Dopo un discorso televisivo di ringraziamento alla nazione, la regina Beatrice invitò i monarchi europei ad una cena di gala svoltasi al Rijksmuseum di Amsterdam lo stesso giorno.

## Discendenza

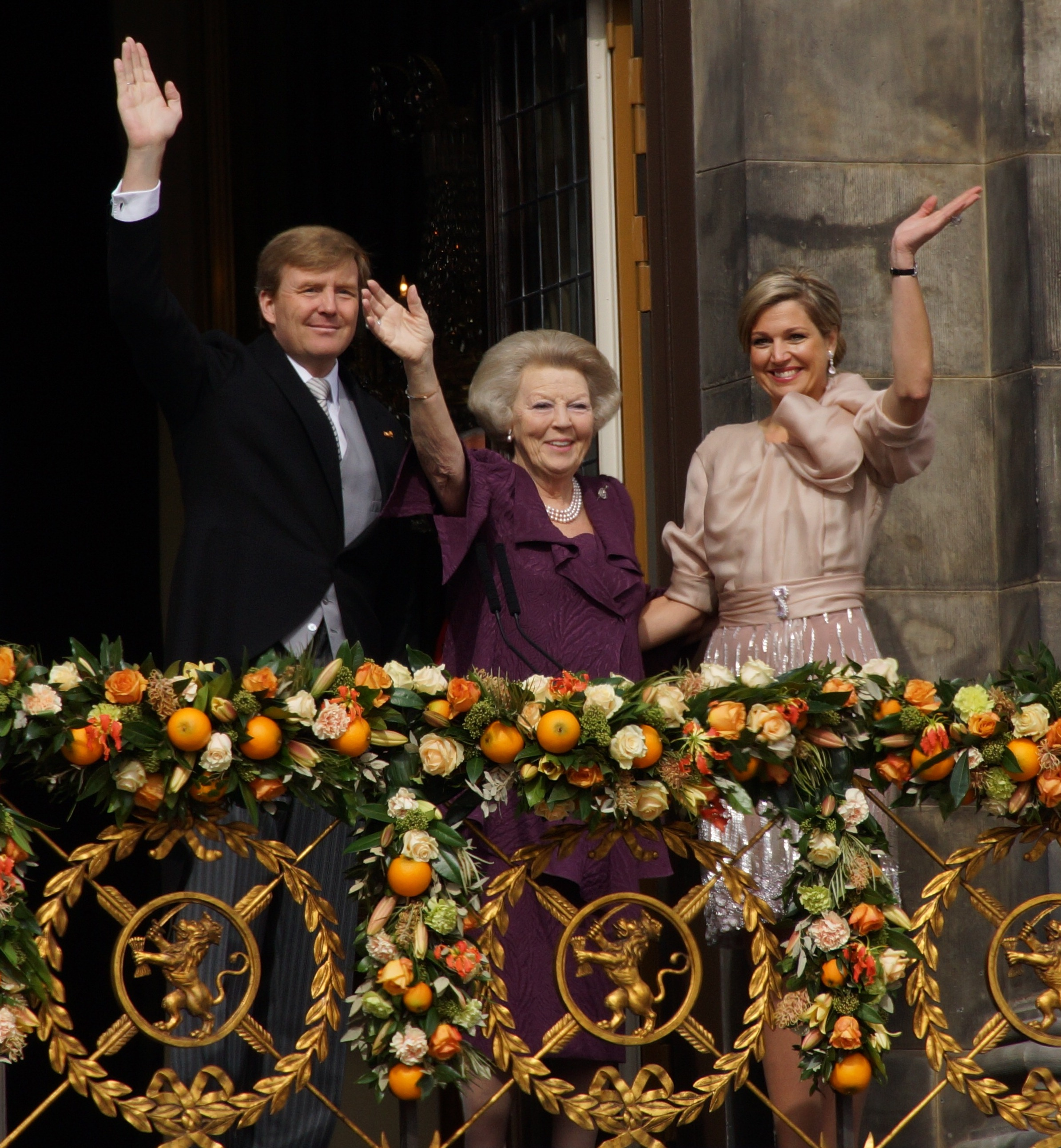
Beatrice con il figlio Guglielmo Alessandro e la nuora Máxima il 30 aprile 2013.

La principessa Beatrice ed il marito Claus van Amsberg hanno avuto tre figli, tutti maschi:
- Willem-Alexander (Utrecht, 27 aprile 1967) sposa il 2 febbraio 2002 Máxima Zorreguieta (n. 1971):
  - Caterina Amalia (chiamata Amalia dalla famiglia reale), nata il 7 dicembre 2003 a L'Aia. È la principessa ereditaria del Regno dei Paesi Bassi con il titolo di "principessa d'Orange", prima nella linea di successione al trono dei Paesi Bassi;
  - Alexia, nata il 26 giugno 2005 a L'Aia;
  - Ariane, nata il 10 aprile 2007 a L'Aia.
- Friso (Utrecht, 25 settembre 1968 - L'Aia, 12 agosto 2013[4]), sposa nel 2004 Mabel Wisse Smit (n. 1968):
  - Emma Luana Ninette Sophie, contessa di Orange-Nassau, nata a Londra il 26 marzo 2005;
  - Joanna Zaria Nicoline Milou, contessa di Orange-Nassau, nata a Londra il 18 giugno 2006.
- Costantino (Utrecht, 11 ottobre 1969), sposa nel 2001 Petra Laurentien Brinkhorst (n. 1966):
  - Eloise Sophie Beatrix Laurence, nata a L'Aia l'8 giugno 2002;
  - Claus-Casimir Bernhard Marius Max, nato a L'Aia il 21 marzo 2004;
  - Leonore Marie Irene Enrica, nata a L'Aia il 3 giugno 2006.

## Patrimonio
Secondo un rapporto del Forbes Web Site del 2005, il patrimonio personale della regina è stimato intorno ai 4,7 miliardi di dollari. Questo fa di lei una delle persone più ricche al mondo.

## Titoli, trattamento e stemma

### Titoli e trattamento
- 31 gennaio 1938 – 10 marzo 1966: Sua Altezza Reale, la principessa Beatrice dei Paesi Bassi, principessa di Orange-Nassau, principessa di Lippe-Biesterfeld
- 10 marzo 1966 – 30 aprile 1980: Sua Altezza Reale, la principessa Beatrice dei Paesi Bassi, principessa di Orange-Nassau, principessa di Lippe-Biesterfeld, mevrouw van Amsberg
- 30 aprile 1980 – 30 aprile 2013: Sua Maestà, la Regina dei Paesi Bassi
- 30 aprile 2013 - in carica: Sua Altezza Reale, la principessa Beatrice dei Paesi Bassi, principessa di Orange-Nassau, principessa di Lippe-Biesterfeld, mevrouw van Amsberg[5]

I titoli della regina Beatrice erano: "Beatrice, Regina dei Paesi Bassi, Principessa di Orange-Nassau, ecc. ecc. etc.". Il triplo 'etc.' si riferisce al titolo di Principessa di Lippe-Biesterfeld, e i titoli seguenti prima appartenevano ai principi di Orange. Questi titoli, sono mantenuti in forma maschile:
- Marchese di Veere e Flessinga
- Conte di Katzenelnbogen, Vianded, Diez, Spiegelberg, Buren, Leerdam e Culemborg
- Visconte di Anversa
- Barone di Breda, Diez, Beilstein, la città di Grave e le terre di Cuijk, IJsselstein, Cranendonk, Eindhoven, Liesveld, Herstal, Warneton, Arlay e Nozeroy
- Signore ereditario di Ameland
- Signore di Besançon, Borculo, Breedevoort, Bütgenbach, Clundert, Daasburg, Geertruidenberg, Hooge, Het Loo, Lichtenvoorde, Montfoort, Naaldwijk, Niervaart, Polanen, Steenbergen, Sint-Maartensdijk, Sankt Vith, Soest, Ter Eem, Turnhout, Willemstad e Zevenbergen.

La regina firmava i documenti ufficiali come "Beatrice" e ci si rivolgeva a lei utilizzando il titolo "Maestà" (in olandese: Uwe Majesteit). La regina Giuliana aveva abolito questo titolo, facendosi chiamare semplicemente Mevrouw, che in olandese significa Signora. La regina Beatrice ha sorpreso invece i sudditi reintroducendo il titolo reale di maestà, quando ci si rivolgeva a lei.

### Stemma e stendardi

Stemma di Beatrice dei Paesi Bassi, dopo l'abdicazione al trono.
Stemma di Beatrice dei Paesi Bassi, dopo l'abdicazione al trono.
Monogramma personale di Beatrice dei Paesi Bassi.
Stendardo delle figlie di Giuliana dei Paesi Bassi, usato dal 1960.
Stemma della Principessa Beatrice come Dama dell'Ordine della Giarrettiera.
Stemma della Principessa Beatrice come Dama dell'Ordine spagnolo del Toson d'oro.
Come Regina, Beatrice dei Paesi Bassi, ha utilizzato lo stemma reale dei Paesi Bassi (1980-2013).

## Ascendenza
|                                |                                               |                                        | Genitori                              |  |  | Nonni |  |  | Bisnonni                        |  |  | Trisnonni                   |  |
|                                |                                               |                                        |                                       |  |  |       |  |  | Ernesto II di Lippe-Biesterfeld |  |  | Giulio di Lippe-Biesterfeld |  |
|                                |                                               |                                        |                                       |  |  |       |  |  | Ernesto II di Lippe-Biesterfeld |  |  | Giulio di Lippe-Biesterfeld |  |
|                                |                                               | Adelaide di Castell-Castell            |                                       |  |  |       |  |  | Ernesto II di Lippe-Biesterfeld |  |  |                             |  |
| Bernardo di Lippe-Biesterfeld  |                                               |                                        |                                       |  |  |       |  |  | Ernesto II di Lippe-Biesterfeld |  |  |                             |  |
|                                |                                               | Carolina di Wartensleben               | Leopoldo di Wartensleben              |  |  |       |  |  |                                 |  |  |                             |  |
|                                |                                               | Carolina di Wartensleben               | Leopoldo di Wartensleben              |  |  |       |  |  |                                 |  |  |                             |  |
|                                |                                               | Carolina di Wartensleben               | Matilde Halbach                       |  |  |       |  |  |                                 |  |  |                             |  |
| Bernardo di Lippe-Biesterfeld  |                                               | Carolina di Wartensleben               |                                       |  |  |       |  |  |                                 |  |  |                             |  |
|                                |                                               | Aschwin di Sierstorpff-Cramm           | Adolfo di Cramm                       |  |  |       |  |  |                                 |  |  |                             |  |
|                                |                                               | Aschwin di Sierstorpff-Cramm           | Adolfo di Cramm                       |  |  |       |  |  |                                 |  |  |                             |  |
|                                |                                               | Aschwin di Sierstorpff-Cramm           | Edvige di Cramm                       |  |  |       |  |  |                                 |  |  |                             |  |
| Armgard di Sierstorpff-Cramm   |                                               | Aschwin di Sierstorpff-Cramm           |                                       |  |  |       |  |  |                                 |  |  |                             |  |
|                                |                                               | Edvige di Sierstorpff-Driburg          | Ernesto di Sierstorpff-Driburg        |  |  |       |  |  |                                 |  |  |                             |  |
|                                |                                               | Edvige di Sierstorpff-Driburg          | Ernesto di Sierstorpff-Driburg        |  |  |       |  |  |                                 |  |  |                             |  |
|                                |                                               | Edvige di Sierstorpff-Driburg          | Carolina di Vincke                    |  |  |       |  |  |                                 |  |  |                             |  |
| Beatrice dei Paesi Bassi       |                                               | Edvige di Sierstorpff-Driburg          |                                       |  |  |       |  |  |                                 |  |  |                             |  |
|                                | Federico Francesco II di Meclemburgo-Schwerin | Paolo Federico di Meclemburgo-Schwerin |                                       |  |  |       |  |  |                                 |  |  |                             |  |
|                                | Federico Francesco II di Meclemburgo-Schwerin | Paolo Federico di Meclemburgo-Schwerin |                                       |  |  |       |  |  |                                 |  |  |                             |  |
|                                | Federico Francesco II di Meclemburgo-Schwerin | Alessandrina di Prussia                |                                       |  |  |       |  |  |                                 |  |  |                             |  |
| Enrico di Meclemburgo-Schwerin | Federico Francesco II di Meclemburgo-Schwerin |                                        |                                       |  |  |       |  |  |                                 |  |  |                             |  |
|                                |                                               | Maria di Schwarzburg-Rudolstadt        | Adolfo di Schwarzburg-Rudolstadt      |  |  |       |  |  |                                 |  |  |                             |  |
|                                |                                               | Maria di Schwarzburg-Rudolstadt        | Adolfo di Schwarzburg-Rudolstadt      |  |  |       |  |  |                                 |  |  |                             |  |
|                                |                                               | Maria di Schwarzburg-Rudolstadt        | Matilde di Schönburg-Waldenburg       |  |  |       |  |  |                                 |  |  |                             |  |
| Giuliana dei Paesi Bassi       |                                               | Maria di Schwarzburg-Rudolstadt        |                                       |  |  |       |  |  |                                 |  |  |                             |  |
|                                |                                               | Guglielmo III dei Paesi Bassi          | Guglielmo II dei Paesi Bassi          |  |  |       |  |  |                                 |  |  |                             |  |
|                                |                                               | Guglielmo III dei Paesi Bassi          | Guglielmo II dei Paesi Bassi          |  |  |       |  |  |                                 |  |  |                             |  |
|                                |                                               | Guglielmo III dei Paesi Bassi          | Anna Pavlovna Romanova                |  |  |       |  |  |                                 |  |  |                             |  |
| Guglielmina dei Paesi Bassi    |                                               | Guglielmo III dei Paesi Bassi          |                                       |  |  |       |  |  |                                 |  |  |                             |  |
|                                |                                               | Emma di Waldeck e Pyrmont              | Giorgio Vittorio di Waldeck e Pyrmont |  |  |       |  |  |                                 |  |  |                             |  |
|                                |                                               | Emma di Waldeck e Pyrmont              | Giorgio Vittorio di Waldeck e Pyrmont |  |  |       |  |  |                                 |  |  |                             |  |
|                                |                                               | Emma di Waldeck e Pyrmont              | Elena di Nassau                       |  |  |       |  |  |                                 |  |  |                             |  |
|                                |                                               | Emma di Waldeck e Pyrmont              |                                       |  |  |       |  |  |                                 |  |  |                             |  |

## Primi ministri durante il regno
Paesi Bassi (1980-2013) 
- Dries van Agt (1977-1982);
- Ruud Lubbers (1982-1994),
- Wim Kok (1994-2002);
- Jan Peter Balkenende (2002-2010);
- Mark Rutte (2010-2013).

  Antille Olandesi (1980-2010) 

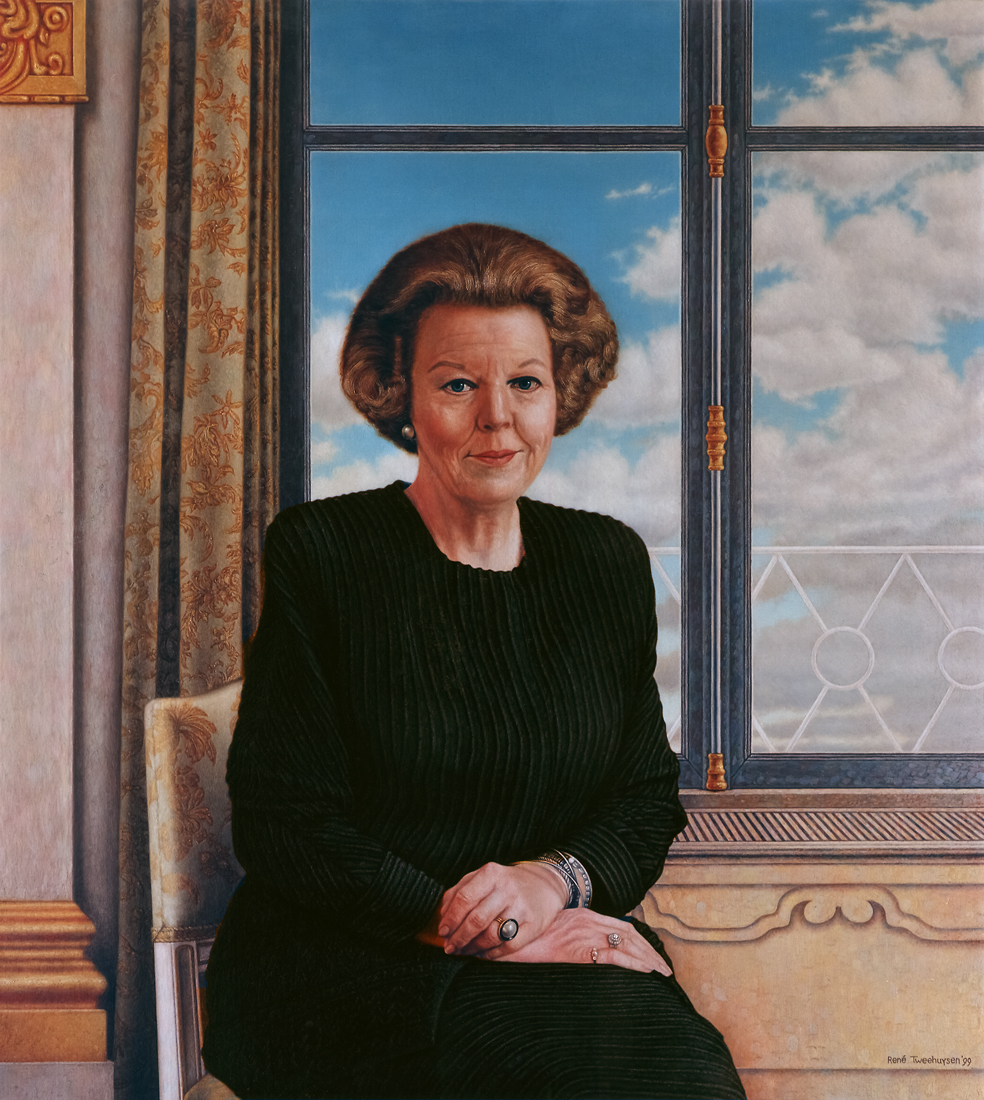
Beatrice in un ritratto di Stato a opera di René Tweehuysen

- Don Martina (I: 1979-1984; II: 1986-1988);
- Maria Liberia Peters (I: 1984-1986; II: 1988-1993);
- Suzanne Camelia-Römer (I: 1993; II: 1998-1999);
- Alejandro Felipe Paula (1993-1994);
- Miguel Pourier (II: 1994-1998; III: 1999-2002);
- Etienne Ys (I: 2002-2003; II: 2004-2006);
- Ben Komproe (2003);
- Mirna Louisa-Godett (2003-2004);
- Emily de Jongh-Elhage (2006-2010).

  Aruba (1986-2013) 

- Henny Eman (I: 1986-1989; II: 1994-2001);
- Nelson Oduber (I: 1989-1994; II: 2001-2009);
- Mike Eman (2009-2013).

  Curaçao (2010-2013) 

- Gerrit Schotte (2010-2012);
- Stanley Betrian (2012);
- Daniel Hodge (2012-2013).

  Sint Maarten (2010-2013) 

- Sarah Wescot-Williams (I: 2010-2012; II: 2012-2013).

## Numismatica
Il ritratto della Regina è effigiato sulla prima serie delle monete in euro dei Paesi Bassi.